# American-International-Airways-Flug 808
Am 18. August 1993 stürzte auf dem American-International-Airways-Flug 808 (Flugnummer K4 808) eine Douglas DC-8-61F im Landeanflug auf die Guantanamo Bay Naval Base ab. Den potentiell tödlichen Unfall überlebten alle drei Besatzungsmitglieder schwer verletzt dank des Umstandes, dass die Cockpitsektion beim Aufprall abgerissen und weit von der in Flammen aufgegangenen Maschine weggeschleudert wurde. Als Unfallursache wurden das fehlgeschlagene, unnötige Durchführen eines schweren Anflugmanövers sowie eine extreme Übermüdung der Besatzung festgestellt.

## Flugzeug
Bei dem eingesetzten Flugzeug handelte es sich um eine McDonnell Douglas DC-8-61F, die nach ihrer Endmontage im Werk von McDonnell Douglas in Long Beach, Kalifornien im Februar 1970 erstmals als Passagiermaschine vom Typ Douglas DC-8-61 an Japan Air Lines ausgeliefert und dort mit dem Luftfahrzeugkennzeichen JA8042 und dem Taufnamen Biwa betrieben wurde. Im November 1986 übernahmen die United Aviation Services (UAS) aus den Vereinigten Staaten die Maschine. Die Leasinggesellschaft stellte die Maschine anschließend der Trans International Airlines zur Verfügung, die sie von Juli bis September 1987 an Air Algérie weiterverleaste. Ab Oktober 1989 war die Maschine an die Trans Continental Airlines verleast. Im Jahr 1991 wurde der Leasingrückläufer zur Frachtmaschine umgebaut und ab dem 1. Dezember 1991 an American International Airways verleast. Im Mai 1993 kaufte die Fluggesellschaft die Maschine. Die Maschine trug die Modellseriennummer 46127, es handelte sich um die 510. fortlaufend produzierte Douglas DC-8. Die Maschine war zum Zeitpunkt des Absturzes mit vier Triebwerken vom Typ Pratt & Whitney JT3D-3B ausgestattet. Zum Zeitpunkt des Unfalls hatte die Maschine 43.947 Flugstunden bei 18.829 Starts und Landungen absolviert.

## Besatzung
Es war eine außergewöhnlich erfahrene, dreiköpfige Besatzung, bestehend aus Kapitän, Erstem Offizier und Flugingenieur an Bord. Der 54-jährige Kapitän hatte 20.727 Stunden Flugerfahrung, darunter 2.128 auf der Douglas DC-8, bei dem 49-jährigen Ersten Offizier waren es 15.350, respektive 492 Stunden als Kapitän sowie Erster Offizier auf der DC-8. Der 35-jährige Flugingenieur hatte 1.085 Stunden Erfahrung auf diesem Flugzeugtyp bei insgesamt 5.085 Stunden. Er war bis zu dem Unfall 1.500 Stunden als Pilot und 3.585 Stunden als Flugingenieur geflogen.

## Unfallhergang
Der Maschine war ursprünglich die Freigabe zur Landung auf Bahn 28 erteilt worden, die bequem aus östlicher Richtung anzufliegen war. Im Anflug schlug der Kapitän vor, „einfach nur so“ („just for the heck of it“) einen Anflug auf Bahn 10 aus südwestlicher Richtung zu versuchen, „um zu sehen, wie das ist“. Er merkte an, dass man im Zweifel danach immer noch einen Fehlanflug durchführen und die Maschine auf Landebahn 28 landen könnte.
Die Landebahnschwelle von Bahn 10 befand sich nur einen Kilometer von der kubanischen Grenze entfernt, sodass ein komplizierter Anflug von Südwesten her erforderlich war. Dabei galt es, beim Anflug nicht in den kubanischen Luftraum einzudringen, da sonst grundsätzlich ein Abschuss drohen würde. Die Grenzlinie war auf der Höhe der Landebahn durch ein Leuchtfeuer gekennzeichnet.
Im Landeanflug hielt die Besatzung nach dem Leuchtfeuer Ausschau. Der Pilot flog mit der Maschine eine enge Rechtskurve, während alle drei Männer nach dem Leuchtfeuer Ausschau hielten. Der Erste Offizier und der Flugingenieur deuteten Bedenken hinsichtlich des Anflugs an, indem sie den Kapitän fragten, ob er glaube, dass sie den Anflug wirklich schaffen könnten. Der Kapitän versicherte, dass er diesbezüglich keine Zweifel habe. Alle drei Besatzungsmitglieder hielten Ausschau nach dem Leuchtfeuer. Während der Kapitän insgesamt fünfmal wiederholte, dass er das Leuchtfeuer nicht sehen könne, deuteten der Erste Offizier und der Flugingenieur auf ein Schimmern, das sie für das Leuchtfeuer hielten. Während der Kapitän darauf fixiert war, das Leuchtfeuer zu erblicken, flog er die Kurve immer enger und neigte die Maschine immer mehr nach rechts. Nachdem die Maschine sich um 90 Grad geneigt hatte, kam es zu einem Strömungsabriss und die DC-8 stürzte zu Boden.
Beim Aufprall explodierte die Maschine in einem großen Feuerball und brannte anschließend aus. Das Cockpit wurde bei dem Aufschlag abgerissen und weit von dem Rest des Wracks weggeschleudert, was in erheblichem Maße dazu beitrug, dass alle drei Besatzungsmitglieder den Unfall, wenn auch mit schwersten Verletzungen, überlebten.

## Opfer
Die Verletzungen der drei Besatzungsmitglieder waren so schwer, dass die Rettungsmannschaften von der Regierung Kubas eine Sondergenehmigung einholten, um den kubanischen Luftraum überfliegen zu dürfen und so die Verletzten schneller in eine Klinik nach Miami, Florida ausfliegen zu können.
Der Kapitän erlitt bei dem Unfall schwere Rückenverletzungen, aufgrund derer er nicht mehr als Pilot arbeiten konnte. Dem Ersten Offizier musste ein Bein amputiert werden. Der Flugingenieur kehrte wieder ins Cockpit zurück und ließ sich zum Kapitän ausbilden.

## Unfalluntersuchung
Die Unfalluntersuchung wurde durch das National Transportation Safety Board durchgeführt.
Die Ermittler waren zunächst irritiert von der Entscheidung der Besatzung, aus reiner Neugier einen derart komplizierten Anflug mit einer Maschine der Größe einer DC-8 durchzuführen. Als sie nach der Ursache forschten, stellten sie fest, dass alle drei Besatzungsmitglieder unter chronischem Schlafmangel litten.
Es konnte ermittelt werden, dass derselbe Kapitän und Erste Offizier seit dem 16. August um 23:00 Uhr zusammen geflogen waren. Ihre Schicht begann am Flughafen Atlanta und endete nach 13 Stunden Dienst und 5½ Stunden Flugzeit am Flughafen Dallas-Fort Worth um 12 Uhr des 17. August. Die Piloten wurden in einem Hotel am Flughafen Fort Worth einquartiert. Der Kapitän schlief an dem Nachmittag etwa 5 Stunden, der Erste Offizier etwa 7 Stunden.
Um 23:00 Uhr desselben Tages begann die nächste Schicht der beiden Piloten. Sie flogen vom Flughafen Dallas-Fort Worth zum Flughafen Saint Louis, dann weiter zum Willow Run Airport in Ypsilanti, Michigan, wo die Maschine um 03:25 Uhr Ortszeit landete. Dort hatten die Piloten einen dreistündigen Aufenthalt, bei dem der Flugingenieur seine Arbeitsschicht beendete und ein neuer Flugingenieur hinzustieg.
Um 06:20 Uhr flog die Maschine in Ypsilanti ab und traf um 07:52 Uhr in Atlanta ein, wo die Schicht endete. Dem Flugingenieur wurde ein Hotelzimmer zur Verfügung gestellt, der Kapitän und Erste Offizier sollten derweil den Heimweg antreten.
Um 08:30 Uhr erfuhr der Flugleiter von American International Airways, dass die Maschine für einen weiteren Flug nach Guantanamo eingeteilt worden war. Der Flugleiter sagte später aus, dass ihm mitgeteilt wurde, dass die Schicht innerhalb von 24 Dienststunden abgeschlossen sein würde und dass es keine rechtlichen Hindernisse gäbe, da der Flug nach Guantanamo als internationaler Flug gelte. Er sagte aus, dass es zur Firmenpolitik der Fluggesellschaft gehört habe, mehr als 24-stündige Einsatzzeiträume von Flugbesatzungen zu vermeiden. Die geplante Flugzeit gemäß dem überarbeiteten Flugplan hätte 11 Stunden und 45 Minuten betragen. Sie bestand aus einem Flug von Atlanta zum Militärflughafen in Norfolk, Virginia zum Beladen, dem Weiterflug nach Guantanamo zum Entladen und der Rücküberführung der Maschine zum Flughafen Atlanta.
Der Flugdienstleiter war mit der Flugzeugbesatzung vertraut und sagte aus, er hätte sie in der Vergangenheit häufiger zahlreiche Male kontaktiert, um wegen Überstundendiensten anzufragen, die diese gewöhnlicherweise angenommen hätten. Die Piloten sagten aus, dass sie solche Angebote aus Sorge um ihren Arbeitsplatz annahmen.
Im Zuge der Ermittlungen stellte sich auch heraus, dass das Leuchtfeuer, nach dem die Besatzung bei ihrem Anflug Ausschau hielt, am Unfalltag nicht in Betrieb gewesen war. Dies war weder der Besatzung noch der Flugsicherung in Guantanamo bekannt. Ein sicherer Anflug unter Berücksichtigung der Landesgrenzen wäre unter den gegebenen Umständen an diesem Tag also ohnehin kaum möglich gewesen.
Letztlich stellte das NTSB eine Übermüdung der Flugzeugbesatzung als Hauptursache fest. Unmittelbare Unfallursache war ein Strömungsabriss durch die überzogene Fluglage im Landeanflug.

## Mediale Rezeption
Das Unglück wurde unter dem Titel Grenzwertige Praktiken (Borderline Tactics) in der Episode 2 der Staffel 19 von Mayday – Alarm im Cockpit verfilmt.